# Derek Sikua
David Derek Sikua (født 10. oktober 1959) er en politiker fra Salomonøerne. Han var i perioden fra den 20. december 2007 til den 25. august 2010 øernes 9. premierminister.
Han er medlem af Solomon Islands Liberal Party.